# Херем, Мартин
Ма́ртин Хе́рем (эст. Martin Herem, род. 17 декабря 1973 года, Таллин, Эстонская ССР)  — эстонский военный офицер (генерал), с 5 декабря 2018 года по 27 июня 2024 года был командующим Силами обороны Эстонии в целом и Вооружёнными силами Эстонии  в частности.

## Биография
Оба деда Мартина Херема были участниками Освободительной войны. Его дед по отцовской линии — Рыцарь Креста Свободы Пауль Херем, а его дед по материнской линии — также Рыцарь Креста Свободы Харри Мура. 
Херем поступил на службу в 1992 году. Генерал-лейтенант Херем участвовал в международной военной операции в Ираке в 2006 году, служа там штабным офицером в бригаде США. С 2013 по 2016 год он занимал должность коменданта Эстонской академии национальной обороны (эст. Kaitseväe Akadeemia), а с 2016 по 2018 год — начальника штаба Сил обороны Эстонии. Херем был одним из членов-основателей возрождённого Союза обороны Эстонии в 1990 году. Генерал Херем — первый Командующий Силами обороны вновь обретшей независимость Эстонии, получивший начальное военное образование в Эстонии, в Академии внутренней обороны.
18 февраля 2021 года Мартину Херему было присвоено звание генерал-лейтенанта.
С августа 2024 года Мартин Херем начнёт работу в Milrem Robotics.

## Характеристики
Генерал-лейтенант Йоханнес Керт, командующий Силами обороны в 1996-2000 годах, характеризовал Харема так: «это офицер с очень высокой работоспособностью, практичным умом, имеющий образцовый послужной список».
Министр обороны Юри Луйк охарактеризовал Херема как «офицера с лидерскими качествами, который знает систему мобилизации вдоль и поперек и доказал, что может развивать армию резервистов».

## Личная жизнь
Генерал Мартин Херем помимо эстонского владеет английским и русским языками. Женат, имеет двух дочерей и сына. В свободное время участвует в марафонах. Двоюродный брат Мартина Херема — политик Юрген Лиги.